# 서울특별시 장애인치과병원
서울특별시 장애인치과병원은 장애인의 구강 내 질병을 전문적으로 치료하기 위해 서울특별시청 산하에 설치된 서울특별시립병원이다.
병원장은 지방부이사관으로 보하나, 지방임기제공무원으로도 보할 수 있으며, 서울대학교치과병원에서 수탁받아 운영하고 있다.

## 연혁
- 2005년 9월 23일 설치

## 진료과목
- 마취통증의학과, 구강악안면외과